# Big Bang Beat
Big Bang Beat - 1st Impression - é um jogo de luta dōjin desenvolvido pela NRF baseado na eroge Daibanchou: Big Bang Age feita pela AliceSoft. Lançado em maio de 2007, o jogo pega emprestado alguns elementos na jogabilidade/gráficos de outros jogos como Guilty Gear e Fist of the North Star.

## Modos de jogo
- Story Mode ("História"): O personagem passa por uma série de lutas aleatórias com dois mid-chefes pre-determinados. O chefe final para todos os personagens é Devil Daigo.
- VS Hum ("versus humano"): Uma batalha de 1 contra 1 entre dois jogadores.
- VS Com ("versus computador"): Uma batalha de 1 contra 1 entre um jogador e um personagem controlado pelo jogo.
- Survival Mode ("modo de sobrevivemento"): Uma sequência de batalhas contra oponentes aleatórios que dura até que o jogador perca uma luta.
- Training Mode ("treinamento"): Permite o jogador praticar golpes contra um oponente com ações personalizáveis.
- Watch ("assistir"): Permite o jogador assistir a uma batalha de 1 contra 1, entre dois personagens controlados pelo jogo.

## Personagens
Jogáveis
- Rouga Zanma: personagem principal;
- Ren Idagawa: rival do personagem principal;
- Senna Kyoudou: uma samurai;
- Kunagi Tenrou: um tipo de lutadora que usa de golpes e magia para lutar;
- Heita Zinnai: um típico colegial que almeja ser super-herói;
- Sanzou Kongoumaru: tem história com Kunagi, é o personagem "peso-pesado" do jogo;
- Burai Yamamoto: um boxeador;
- Daigo Hotta
- Nakanishi Kendo & Kyudo: duas irmãs samurais, uma arqueira e outra espadachim, que lutam juntas;
- Agito of the Dark: um psicopata que usa de inúmeras facas para lutar;

Secretos (todos selecionáveis)
- Devil Daigo (chefe)
- Heita Zinnai Super Mode
- Hanny: personagem cômico do jogo, um tipo de fantasma;
- Manbou: personagem cômico do jogo, um peixe flutuante;

## Jogabilidade
Existem várias mecânicas-chave de jogabilidade únicos à Big Bang Beat.
- P-Gauge: A barra "P-Gauge" é encontrada logo abaixo da barra de vida do personagem e monitora o uso de técnicas. Toda vez que uma técnica (e também, em versões após a v1.01, o ataque forte) é usada, a barra diminui. Se uma técnica necessita de certa porção de poder que é maior do que a disponível, a técnica não pode ser executada. A barra enche-se automaticamente (um pouco mais rápido quando o personagem está parado) e pode ser enchida mais rapidamente usando o botão de "Charge", deixando o jogador vulnerável para qualquer ataques. Quando um personagem perde vida, a P-Gauge sobressai-se e poder encher a parte vazia na barra de vida, quando a barra abaixo está completamente cheia, o que permite ao jogador usar mais técnicas quando seu nível de vida está baixo.

- Attack Power Correction Value: Representado por um número perto do centro da tela. Quando a "P-Gauge" está cheia, o jogador pode sacrificar vida por maior força de ataque em suas técnicas, segurando o botão "Charge" rapidamente apertando os botões direcionais. O valor máximo define os ataques em 199% de força e deixa o personagem com 1 ponto de vida.

- B-Power Gauge: A barra de energia (para especiais) do jogo. A barra pode ser enchida ora simplesmente atacando o oponente ora recolhendo as pedras azuis que são soltas por oponentes atacados, chamados de "B Stones". Quando o número na barra (chamada "B-Power Stock") é 100 ou maior, o jogador pode executar uma das várias técnicas que dependem desta barra de energia:
  - B Power Arts: O termo deste jogo para "golpes especiais". Todos especiais custam uma barra de energia.
  - B Dash: Uma versão avançada do impulso (terreno) do personagem, sendo mais rápida e capaz de ser cancelada para qualquer outra movimento, permitindo maiores oportunidades de combos. Custa 1 barra de energia.
  - B Counter: Ativada quando apertado o botão "B" quando defendendo um ataque do oponente. Permite o usuário de ignorar o fato de não poder atacar enquanto defende e é seguido por um contra-ataque. Custa 1 barra de energia.
  - B Escape: Permite o jogador de escapar quando atacado. Isto drena uma porção significante de energia comparado aos outros movimentos acima. Custa 4 barras de energia.
  - Air Dash (só na v1.01): No primeiro lançamento do jogo, o impulso aéreo removia uma pequena quantidade da barra "B-Power". Todas as versões após ela drena um pouco da barra "P-Gauge".
  - Big Bang Break (a partir da v1.02): Um movimento poderoso que só pode ser executado em situações únicas do personagem, geralmente quando cancelado um "B Power Art" com um comando especial. Custa duas barras de energia.

Uma nota interessante na história dessa barra de energia é que na primeira versão do jogo, ela possuía 9 níveis de poder, euqnato que todas as mais atualizadas possuem 5.
- Exceed: Basicamente é o equivalente de um "taunt" (provocação). Qualquer personagem pode usar um exceed três vezes numa luta, exceto por Heita que pode usá-lo 4 vezes. Os efeitos do exceed variam muito de personagem para personagem e podem ser minúsculo como um pequeno e fraco golpe (Ren) ou uma transformação num novo personagem (Reita).

## Recepção na mídia
Matérias sobre o jogo não chegam a uma conclusão exata sobre ele. A Hardcore Gaming 101 diz que o jogo é um dos "melhores jogos de luta 2D originais em anos", elogiando ambos sua boa qualidade de fluência da animação e sua jogabilidade. Contudo, o jogo também é muito criticado. Reclamações mais comuns incluem o sistema de luta ruim que pode-se facilmente tirar vantagem, como também o fato das atualizações dos jogos não consertarem os problemas encontrados e denunciados, piorando o jogo mais ainda.